# Вюргер білобровий
Вюргер білобровий (Chlorophoneus bocagei) — вид горобцеподібних птахів родини гладіаторових (Malaconotidae). Мешкає в Центральній Африці.

## Підвиди
Виділяють два підвиди:
- C. b. bocagei (Shelley, 1899) — поширений від південного Камеруну до північної Анголи;
- C. b. jacksoni (Sharpe, 1901) — поширений від центральної ДР Конго до Уганди і західної Кенії.

## Поширення і екологія
Білоброві вюргери живуть в заростях чагарників та у вологих і сухих тропічних і субтропічних лісах.